# Europeiska inomhusmästerskapen i friidrott 1986
Europeiska inomhusmästerskapen i friidrott 1986 genomfördes 1986 i Madrid i Spanien.

## Medaljörer, resultat

### Herrar

#### 60 m
- 1 Ronald Desruelles, Belgien – 6,61
- 2 Steffen Bringmann, Östtyskland – 6,64
- 3 Bruno Marie-Rose, Frankrike – 6,65

#### 200 m
- 1 Linford Christie, Storbritannien – 21,10
- 2 Aleksandr Jevgenev, Sovjetunionen – 21,18
- 3 Nikolaj Razgonov, Sovjetunionen – 21,48

#### 400 m
- 1 Thomas Schönlebe, Östtyskland – 46,98
- 2 José Alonso, Spanien – 47,12
- 3 Mathias Schersing, Östtyskland – 47,59

#### 800 m
- 1 Peter Braun, Västtyskland – 1.48,96
- 2 Colomán Trabado, Spanien – 1.49,12
- 3 Thierry Tonnelier, Frankrike – 1.49,51

#### 1 500 m
- 1 José Luis Gonzáles, Spanien – 3.44,56
- 2 José Luis Carreira, Spanien – 3.45,07
- 3 Han Kulker, Nederländerna – 3.46,46

#### 3 000 m
- 1 Dietmar Millonig, Österrike – 7.59,08
- 2 Stefano Mei, Italien – 7.59,12
- 3 João Campos, Portugal – 7.59,15

#### 60 m häck
- 1 Javier Moracho, Spanien – 7,67
- 2 Daniele Fontecchio, Italien – 7,70
- 3 Holger Pohland, Östtyskland – 7,71

#### Stafett 4 x 400 m
- Ingen tävling

#### Höjdhopp
- 1 Dietmar Mögenburg, Västtyskland – 2,34
- 2 Carlo Tränhardt, Västtyskland – 2,31
- 3 Eddy Annys, Belgien – 2,28
- 3 Geoff Parsons, Storbritannien – 2,28

#### Längdhopp
- 1 Robert Emmijan, Sovjetunionen – 8,32
- 2 László Szalma, Ungern– 8,24
- 3 Jan Leitner, Tjeckoslovakien – 8,17

#### Stavhopp
- 1 Atanas Tarev, Bulgarien – 5,70
- 2 Marian Kolasa, Polen – 5,70
- 3 Philippe Collet, Frankrike – 5,65

#### Trestegshopp
- 1 Maris Bružiks, Sovjetunionen – 17,54
- 2 Aleksandr Plechanov, Sovjetunionen – 17,21
- 3 Béla Bakosi, Ungern – 16,93

#### Kulstötning
- 1 Werner Günthör, Schweiz – 21,74
- 2 Sergej Smirnov, Sovjetunionen – 21,44
- 3 Marco Montelatici, Italien – 21,23

### Damer

#### 60 m
- 1 Nelli Cooman, Nederländerna – 7,00
- 2 Marlies Göhr, Östtyskland – 7,08
- 3 Silke Gladisch, Östtyskland – 7,14

#### 200 m
- 1 Marita Koch, Östtyskland – 22,58
- 2 Ewa Kasprzyk, Polen – 22,96
- 3 Kirsten Emmelmann, Östtyskland – 23,28

#### 400 m
- 1 Sabine Busch, Östtyskland – 51,40
- 2 Petra Müller, Östtyskland – 51,59
- 3 Ann-Louise Skoglund, Sverige – 52,40

#### 800 m
- 1 Sigrun Wodars, Östtyskland – 1.59,89
- 2 Cristeana Cojocaru, Rumänien – 2.01,54
- 3 Slobodanka Colović, Jugoslavien – 2.03,28

#### 1 500 m
- 1 Svetlana Kitova, Sovjetunionen – 4.14,25
- 2 Tatjana Lebonda, Sovjetunionen – 4.14,29
- 3 Mitica Junghiatu, Rumänien – 4.15,00

#### 3 000 m
- 1 Ines Bibernell, Östtyskland – 8.54,52
- 2 Yvonne Murray, Storbritannien – 9.01,31
- 3 Regina Tjistjakova, Sovjetunionen – 9.01,72

#### 60 m häck
- 1 Cornelia Oschkenat, Östtyskland – 7,79
- 2 Anne Piquereau, Frankrike – 7,89
- 3 Kerstin Knabe, Östtyskland – 7,90

#### Stafett 4 x 400 m
- Ingen tävling

#### Höjdhopp
- 1 Andrea Bienias, Östtyskland – 1,97
- 2 Gabriele Günz, Östtyskland – 1,94
- 3 Larisa Kositsyna, Sovjetunionen – 1,94

#### Längdhopp
- 1 Heike Drechsler, Östtyskland – 7,18
- 2 Helga Radtke, Östtyskland – 6,94
- 3 Jelena Kokonova, Sovjetunionen – 6,90

#### Kulstötning
- 1 Claudia Losch, Västtyskland – 20,48
- 2 Heidi Krieger, Östtyskland – 20,21
- 3 Mihaela Loghin, Rumänien – 19,07

## Medaljfördelning
| Medaljfördelning |                 |      |        |       |        |
| Plats            | Land            | Guld | Silver | Brons | Totalt |
| 1                | Östtyskland     | 8    | 6      | 5     | 19     |
| 2                | Sovjetunionen   | 3    | 4      | 4     | 11     |
| 3                | Västtyskland    | 3    | 1      | 1     | 5      |
| 4                | Spanien         | 2    | 3      | 0     | 5      |
| 5                | Storbritannien  | 1    | 1      | 1     | 3      |
| 6                | Nederländerna   | 1    | 0      | 1     | 2      |
|                  | Belgien         | 1    | 0      | 1     | 2      |
| 8                | Österrike       | 1    | 0      | 0     | 1      |
|                  | Bulgarien       | 1    | 0      | 0     | 1      |
|                  | Schweiz         | 1    | 0      | 0     | 1      |
| 11               | Italien         | 0    | 2      | 1     | 3      |
| 12               | Polen           | 0    | 2      | 0     | 2      |
| 13               | Frankrike       | 0    | 1      | 3     | 4      |
| 14               | Rumänien        | 0    | 1      | 2     | 3      |
| 15               | Ungern          | 0    | 1      | 1     | 2      |
| 16               | Sverige         | 0    | 0      | 1     | 1      |
|                  | Portugal        | 0    | 0      | 1     | 1      |
|                  | Tjeckoslovakien | 0    | 0      | 1     | 1      |
|                  | Jugoslavien     | 0    | 0      | 1     | 1      |